# Maison de Hador
La Maison de Hador ou Maison de Marach est un peuple du légendaire de l'écrivain britannique J. R. R. Tolkien. C'est une famille d'Hommes qui règne sur la troisième et dernière Maison des Edain, au Premier Âge de la Terre du Milieu. Ils descendent de Marach, mais la Maison est généralement appelée du nom de son arrière-arrière-petit-fils Hador, le premier seigneur de Dor-lómin.

## Histoire
La Troisième Maison des Edain est la plus importante en nombre des trois : au moment de son arrivée au Beleriand, elle compte dans ses rangs six mille hommes adultes. « Ils étaient pour la plupart grands, avec des cheveux dorés ou de lin et des yeux bleus-gris, mais ils n'étaient pas rares parmi eux à avoir les cheveux noirs, bien que tous fussent pâles de peau. Les membres du Peuple de Marach sont « prompts au rire comme à la colère, féroces au combat, généreux pour l'ami comme pour l'ennemi, vite résolus, fidèles en loyauté, joyeux de cœur, les enfants d'Ilúvatar dans la jeunesse des Hommes ». Ils sont apparentés à la Maison de Bëor et parlent une langue proche, le taliska.
Les futurs peuples de Hador et de Bëor constituent à l'origine un peuple unique, qui accomplit le long voyage depuis l'est de la Terre du Milieu. Ils se séparent durant le trajet, et s'établissent pendant un certain temps sur les rives opposées de la mer de Rhûn : le « Peuple Mineur » (les futurs Bëoriens) dans les collines du sud-ouest, et le « Peuple Majeur » (les futurs Hadoriens) dans les bois au nord-est. Les deux peuples reprennent ensuite leur marche vers l'ouest, mais la majeure partie du futur peuple de Hador s'installe définitivement au Rhovanion ; d'eux sont issus les habitants de Dale, les Éothéod et les hommes de la Forêt Noire. Les autres poursuivent le voyage vers l'ouest, et une partie d'entre eux s'établit en Eriador.
L'avant-garde du Peuple Majeur, menée par un certain Marach, est la première à atteindre l'Ered Luin, mais l'altitude de cette chaîne de montagnes les effraie, et ils recherchent un moyen de les contourner par le sud : ils entrent ainsi au Beleriand par le sud, tandis que les autres Maisons se sont déjà établies. Marach conduit son peuple en Estolad, où il s'installe au sud-est des établissements du Peuple de Bëor.
Les Edain ne tardent pas à reprendre leur migration à partir d'Estolad, invités par les rois des Noldor à vivre auprès d'eux. Malach, le fils de Marach, vit en Hithlum pendant quatorze ans et y conduit une partie de son peuple. Son fils Magor conduit une partie encore plus grande de son peuple dans les terres autour des sources du Teiglin, sur le versant sud de l'Ered Wethrin. Mais une partie des Humains regrette d'être venue au Beleriand et de s'être retrouvée impliquée dans la guerre entre les Eldar et Morgoth. Après une assemblée tenue en 369 P. Â., une partie du Peuple de Marach retraverse l'Ered Luin pour revenir en Eriador. D'autres restent en Estolad jusqu'à la Dagor Bragollach, mais la majeure partie de la Troisième Maison a abandonné cette région vers 380 P. Â. En 416, leur seigneur Hador reçoit officiellement le fief de Dor-lómin.
La Maison de Hador devient la plus renommée des Edain, combattant au service de Fingolfin et Fingon. Beaucoup de ses hommes périssent lors de la Dagor Bragollach, qui voit Morgoth briser le siège d'Angband, mais Hithlum tient bon, et la Maison de Hador continue à défendre la tour de Barad Eithel. Ils combattent encore vaillamment lors des Nírnaeth Arnoediad, durant laquelle leurs forces défendent la retraite de l'armée de Turgon. Ils sont tués jusqu'au dernier.
Les derniers survivants de la Maison de Hador sont alors réduits en esclavage par les Orientaux, alliés de Morgoth, qui leur a cédé les terres de Hithlum. Quelques-uns parviennent à fuir, devenant hors-la-loi ou s'échappant jusqu'aux Bouches du Sirion. À la fin du Premier Âge, ce qui reste des Trois Maisons des Edain lutte aux côtés de l'armada des Valar durant la guerre de la Grande Colère. Après la défaite de Morgoth, ils reçoivent en don l'île de Númenor. Les descendants de la Maison de Hador forment la majeure partie de la population de l'île, et leur langue devient la principale langue du pays, l'adûnaic.

## La lignée de Marach

### Seigneurs de la Maison
1. Marach (282–376 P. Â.)=[3]., conduit son peuple en Beleriand, reste en Estolad jusqu'à la fin de ses jours.
2. Malach Aradan (307–398), fils aîné de Marach. Vit en Hithlum de 322 à 366, où il prend le nom sindarin Aradan. Conduit par la suite une partie de son peuple en Hithlum.
3. Magor (né en 341), fils aîné de Malach. Conduit la majeure partie de son peuple d'Estolad aux versants sud de l'Ered Wethrin.
4. Hathol (né en 365), fils de Magor.
5. Hador Lórindol (390–455), fils de Hathol. Conduit son peuple en Dor-lómin, fief qui lui est accordé. Meurt à la Dagor Bragollach.
6. Galdor (417-462), fils aîné de Hador. Est tué d'une flèche durant le siège de Barad Eithel, peu après la mort de son père.
7. Húrin Thalion (441–v. 502), fils de Galdor. Capturé et maudit par Morgoth après les Nírnaeth Arnoediad.

### Autres membres connus de la Maison
- Imlach (né en 310), fils cadet de Marach, et son propre fils Amlach (né en 337), chef des mécontents au conseil de 379 qui finit par se repentir et entrer au service de Maedhros.
- Zimrahin, qui épouse Malach en 337 et prend le nom sindarin Meldis. Ils ont de nombreux enfants, parmi lesquels Magor et Adanel (née en 339).
- Gildis, l'épouse de Hador, qui lui donne Galdor, Glóredhel (415-472), épouse de Haldir de Brethil qui se laisse mourir en apprenant la mort de son époux, et Gundor (419-455), tué auprès de son père à Eithel Sirion.
- Húrin épouse Morwen Edhelwen de la Maison de Bëor, et ils ont trois enfants : Túrin Turambar (464-499), Urwen Lalaith (466-469) et Nienor Níniel (473-499), tous victimes de la malédiction de Morgoth.
- Le frère cadet de Húrin est Huor (444-472), qui épouse Rían, cousine de Morwen, et meurt durant les Nírnaeth. Son fils est Tuor (né en 472), qui épouse Idril, fille de Turgon, qui lui donne un fils, Eärendil.

## Conception et évolution
Dans les premières versions du Silmarillion, il n'y avait que deux Maisons des Hommes : celles de Bëor et de Hador, cette dernière étant par la suite divisée en deux. Hador resta le chef de la Troisième Maison et le grand-père de Húrin ; les générations antérieures ne furent ajoutées qu'après la rédaction du Seigneur des anneaux.
La Maison de Hador fut longtemps considérée par Tolkien comme non liée à la Maison de Bëor, et les relations entre les deux n'apparurent qu'avec l'inversion de l'ordre d'entrée en Beleriand des Peuples de Marach et de Haleth. Toutefois, Christopher Tolkien n'a inclus qu'une partie de ces changements dans Le Silmarillion publié.
Une autre modification tardive ébauchée par Tolkien qui n'atteignit jamais un stade achevé était l'inversion des positions de Hador et de Magor dans la généalogie. Le but de cette modification était de placer le don du fief de Dor-lómin vers 400 P. Â. : le petit-fils de Marach devait donc devenir le premier seigneur de Dor-lómin, et c'est un titre que Tolkien désirait toujours associer à Hador. Cette généalogie modifiée apparaît dans l'Athrabeth Finrod ah Andreth et dans des généalogies tardives où le petit-fils de Marach est « Hador Lórindol premier seigneur de Dorlómin », tandis que son arrière-arrière-petit-fils est « Magor Dagorlind chanteur au combat ». Leurs biographies auraient sans doute été simplement inversées en dehors de cela.

### Note
1. ↑  Dans Le Silmarillion, Marach mène directement son peuple à travers les Montagnes Bleues. Cette version a été apparemment rejetée par Tolkien en faveur de celle présentée ici. Voir The Peoples of Middle-earth, p. 307, 325.